# 聖撒比納聖殿
聖撒比納聖殿（拉丁語：Basilica Sanctae Sabinae）是位於意大利罗马的次级宗座圣殿，為天主教道明会的母堂。聖撒比納聖殿长60米，宽30米，位于台伯河河边，背靠阿文提诺山，鄰近马耳他骑士团的总部。此外也是司鐸級樞機領銜聖堂。 
聖撒比納聖殿是一座早期巴西利卡聖堂，擁有古典的长方形平面及圓柱。此外，聖堂已经恢復到原来简朴的装饰（大部分是白色）。而且由於从窗户进来的光线照射下，使堂内显得很空旷。而其他宗座圣殿，例如圣母大殿，往往都装饰得相当复杂俗丽。由于聖堂简朴的設計，所以該聖堂就代表了从有屋顶的古罗马广场到基督教聖堂的演变。这是圣灰星期三的集合站聖堂。

## 歷史

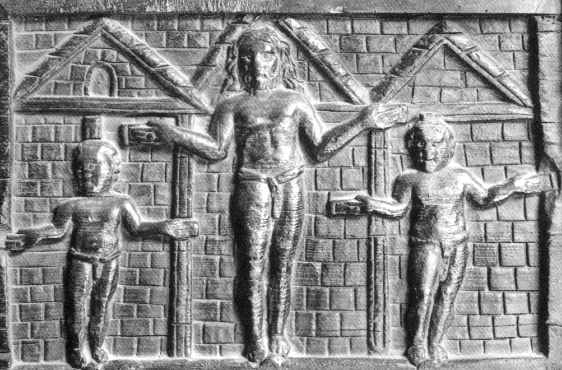
木门上早期十字架图画

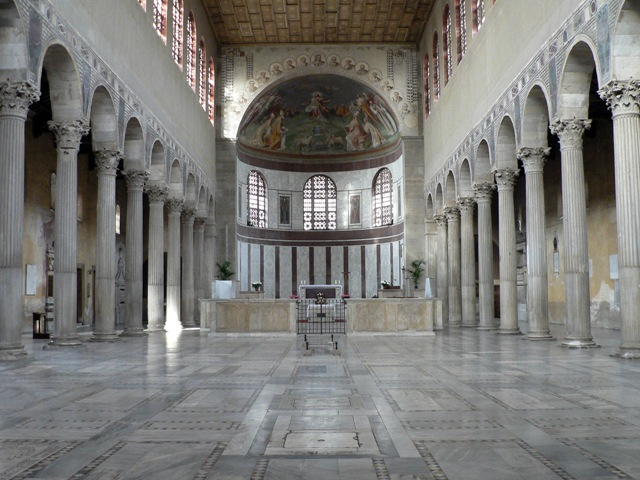
教堂内部

圣撒比纳聖殿由在擔任達爾馬提亞祭司的伊利里亞的Priest Petrus建設，兴建于422年-432年，建在後來被追封為基督教聖人的羅馬婦女聖撒比納故居的原址上。此外，聖堂非常接近朱諾的神殿。
那時候聖堂及聖堂附帶的建築物都是薩維利家族的財產（支持道明会的教宗何諾四世也是Savelli家族的一分子）。於1219年，和諾理三世將他的家族聖堂交給創辦道明會的圣道明。所以，聖堂就成為了道明会的總部。在該堂及其女修道院於1222年6月交給道明会後，它們就成為了道明会的根據地。

## 外部及內部
該堂的木製門為聖堂於430年至432年原有的門，雖然它與門口看起來並不和調。木門上的十八塊鐵板都保留至今，但只有一塊刻了聖經故事，在這些鐵板之中最有名的是刻有基督被釘十字架的圖畫。此外，這些鐵板都是重要的基督教肖像研究材料。聖堂門口上方還保存著一首拉丁六步格詩。鐘樓則建於十世紀。
聖堂拱壁上原有的五世紀馬賽克，被祖卡里（Taddeo Zuccari）於1559年創作的相似壁畫所取代。而聖堂的結構則沒有改變，例如：基督的雕像左右為男女聖人的雕像等。畫的主題與其他5世紀馬賽克相似，但這些鑲嵌畫已毀於17世紀。

## 女修道院
圣道明、教宗庇護五世、聖采尔稣斯（Saint Celsus）、 聖雅钦多（Hyacinth）及聖多瑪斯·阿奎那都曾在這修道院住過。自從修道院交給道明會管理後，修院只被很少地改動過。圣道明的小屋現今已改建為一座小堂，而這小屋原有的用餐廳也保留至今。

### 註腳
1. ↑  . Catholic-hierarchy.org.   [2012-09-18]. （原始内容存档于2021-05-05）.
2. ↑  道明会. .   [2009-01-29]. （原始内容存档于2009-01-13）.

### 書籍
- Krautheimer, Richard. . New Haven: Yale University Press. 1984: 171–174. ISBN 0300052944.
- Delbrueck, Richard. . 1952: 139–145.
- Kantorowicz, Ernst H. . 1944: 207–231.
- Delbrueck, Richard. . 1949: 215–217.
- Alexander Coburn Soper. "The Italo-Gallic School of Early Christian Art", The Art Bulletin, Vol. 20, No. 2 (Jun., 1938), pp. 145–192.